# Hans-Jürgen Stumpff

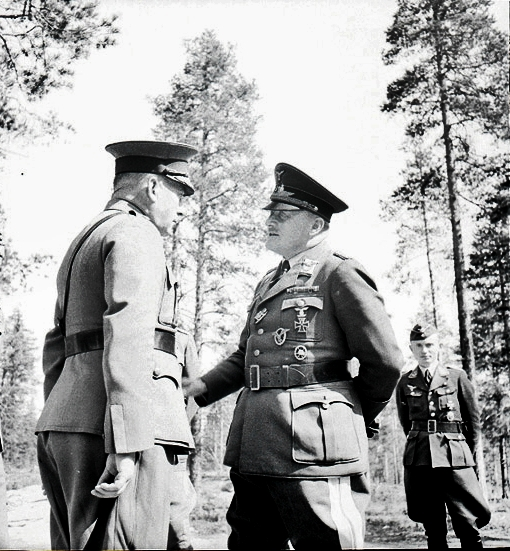
Hans-Jürgen Stumpff (Mitte) mit Hjalmar Siilasvuo zwischen 1941 und 1944

Hans-Jürgen Stumpff (* 15. Juni 1889 in Kolberg; † 9. März 1968 in Frankfurt am Main) war ein deutscher Generaloberst, Generalstabschef der Luftwaffe und Mitunterzeichner der bedingungslosen Kapitulation der Wehrmacht am 8. Mai 1945 in Berlin-Karlshorst.

## Leben
Stumpff trat am 2. September 1907 als Fahnenjunker in das Grenadier-Regiment „Prinz Carl von Preußen“ (2. Brandenburgisches) Nr. 12 der Preußischen Armee ein. Am 19. November 1908 wurde er zum Leutnant befördert. Während des Ersten Weltkriegs diente er vorwiegend in Generalstabsverwendungen; bei Kriegsende war er Hauptmann. Mitten in den Wirren des Zusammenbruchs des kaiserlichen Staates und seiner Streitkräfte befand er sich um den Jahreswechsel unter den Offizieren der Obersten Heeresleitung (OHL), die um die Rettung ihrer Institution bemüht, ihren Sitz nach Kolberg verlagerten. Sein Vorgesetzter war hier der 1. Generalquartiermeister Wilhelm Groener. 
Fast nahtlos erfolgte im Herbst 1919 die Übernahme von Hans-Jürgen Stumpff in die Reichswehr und er wurde Adjutant des Chefs vom Truppenamt beim neu gebildeten Reichswehrministeriums, Hans von Seeckt. Diese Institution war nichts anderes als der getarnte Generalstab, den Deutschland nach der Unterzeichnung des Versailler Vertrages offiziell nicht mehr haben durfte. Nach zwei Jahren wechselte er zum des Personalamtes (PA) und übernahm von dort das Kommando einer Kompanie beim 8. Preußischen Infanterie-Regiment in Görlitz. Auch in der Weimarer Republik leistete Stumpff (mit kurzen Unterbrechungen) Dienst als Generalstabsoffizier in verschiedenen Positionen, zuletzt als Personaloffizier im Reichswehrministerium. 
Am 1. September 1933 wechselte er als Oberstleutnant in das Reichsluftfahrtministerium, wo er zunächst bis 1937 Chef des Personalamts wurde. Vom 1. Juni 1937 bis zum 31. Januar 1939 war er Chef des Generalstabes der Luftwaffe im Reichsluftfahrtministerium. Als solcher war er wesentlich am Aufbau der Luftstreitkräfte beteiligt und wurde 1938 zum General der Flieger befördert. Von Anfang 1939 bis Anfang 1940 fungierte er als Chef der Luftwehr.
Während des Krieges führte Stumpff kurzzeitig die Luftflotte 1, wurde am 19. Juli 1940 als Oberbefehlshaber der Luftflotte 5 zum Generaloberst befördert und erhielt im September 1941 das Ritterkreuz des Eisernen Kreuzes. Bis Ende 1943 war er Befehlshaber der Luftflotte 5, die von Norwegen ausgehend den Norden Englands und Schottland angriff und später den alliierten Nachschub nach Murmansk zu unterbrechen suchte. Ab 1941 war seine Luftflotte auch im Krieg gegen die Sowjetunion eingesetzt. Im Dezember 1943 wurde Stumpff Luftwaffenbefehlshaber Mitte (später in Luftflotte Reich umbenannt) und war als solcher für die Verteidigung Deutschlands gegen die alliierten Bombenangriffe zuständig. 

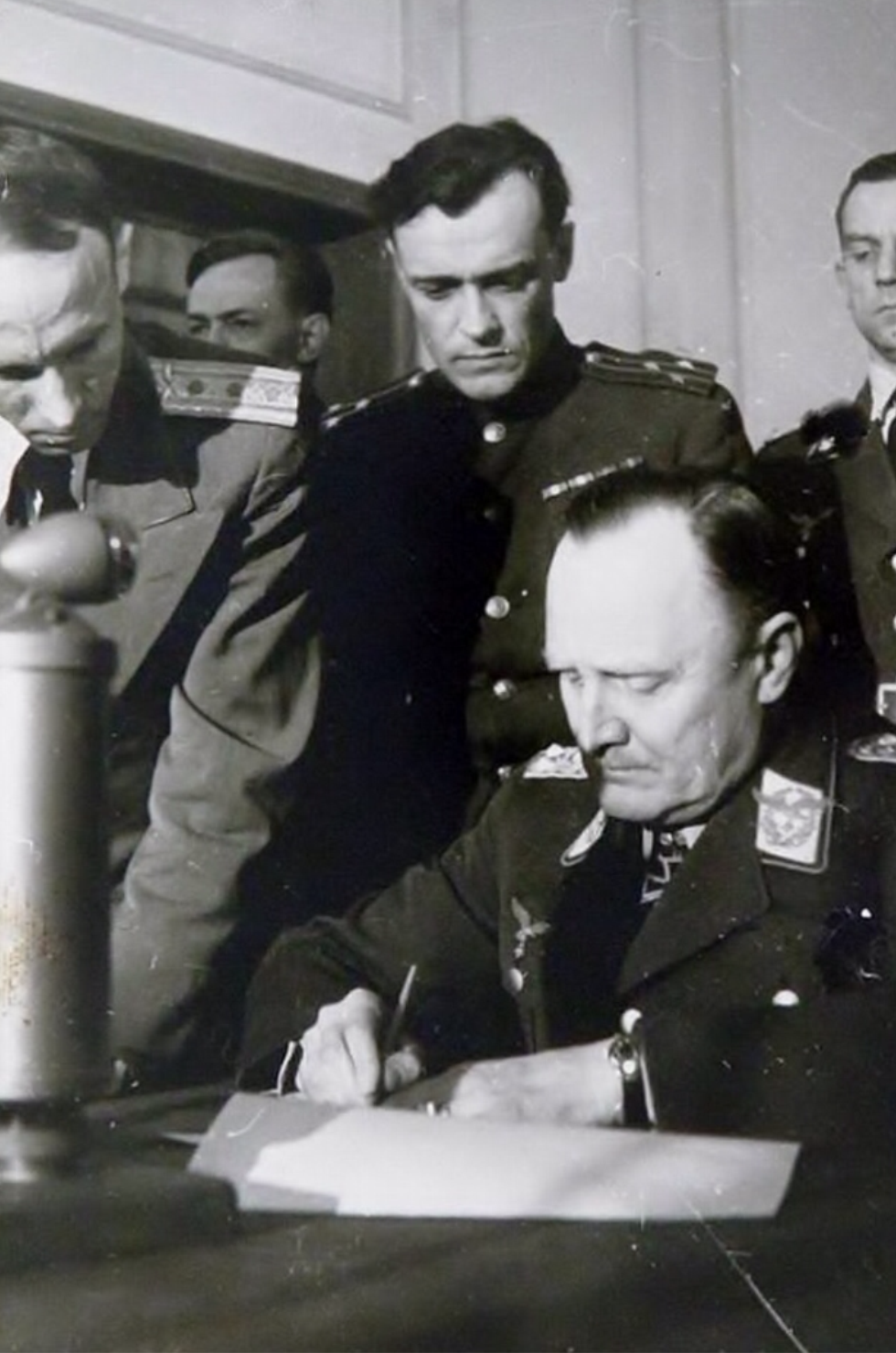
Stumpff bei der Unterzeichnung der bedingungslosen Kapitulation der Wehrmacht 1945

Am 8. Mai 1945 gehörte Stumpff – in Vertretung des verwundeten Oberbefehlshabers der Luftwaffe Ritter von Greim – zu den Mitunterzeichnern der bedingungslosen Kapitulation der Wehrmacht in Berlin-Karlshorst. Im Oktober 1947 wurde er aus der britischen Kriegsgefangenschaft entlassen, nachdem er in einem Kriegsverbrecherprozess freigesprochen worden war.
1950 trat er in Kontakt zur „Bruderschaft“, einer vom Hamburger Ex-Gauleiter Karl Kaufmann gegründeten rechtsradikalen Untergrundorganisation.
Sein Bruder war Generaloberst Horst Stumpff, General der Panzertruppe der Wehrmacht. Die Tochter von Hans-Jürgen Stumpff, Renate Stumpff (1925–2011) heiratete 1945 per Ferntrauung und 1949 kirchlich Karl-Günther von Hase, den späteren Intendanten des ZDF.
Sein Grab befindet sich auf dem Zentralfriedhof Bad Godesberg.

## Auszeichnungen
- Eisernes Kreuz (1914) II. und I. Klasse[4]
- Bayerischer Militärverdienstorden IV. Klasse mit Schwertern[4]
- Friedrich-Kreuz[4]
- Hanseatenkreuz Lübeck und Hamburg[4]
- Österreichisches Militärverdienstkreuz III. Klasse mit der Kriegsdekoration[4]
- Ritterkreuz des Bulgarischen Militär-Verdienstordens[4]
- Verwundetenabzeichen (1918) in Schwarz[4]
- Ritterkreuz des Eisernen Kreuzes am 18. September 1941[5]
- Großkreuz des Finnischen Ordens der Weißen Rose mit Schwertern und Bruststern
- dreimalige Nennung im Wehrmachtbericht (10.4.1941, 30.5.1942 und 24.8.1943)
- Flugzeugführer- und Beobachterabzeichen in Gold mit Brillanten